# Jack Shephard
Jack Shephard egy szereplő az ABC sorozatában, a Lostban. Matthew Fox alakítja. Jack a sorozat legfontosabb karaktere. Minden évad első részében az ő „visszaemlékezéseit” láthattuk, egészen a 4. évadig. Ő volt az első karakter, akinek „előretekintések” révén megismerhettük a jövőjét.

## Életrajz
|  | Alább a cselekmény részletei következnek! |

### A repülőgép lezuhanása előtt
Jack Shephard Christian és Margo Shephard fia. Fiatalkorában megverik, amikor segíteni akar barátjának, Marc Silvermannek. Az apja később azt mondja neki, ne akarjon hős lenni, mert ha valakit nem sikerül megmentenie, nem tudja majd elfogadni a következményeket.
Jack a Columbia egyetemen tanult, majd az UCLA orvosi iskolában végzett, egy évvel előbb, mint bárki más. Ezután a Szent Sebestyén kórházba megy dolgozni idegsebészként. Apja is ugyanitt dolgozik, ő az osztály vezetőorvosa. Egyszer egy Sarah nevű nőt hoznak be hozzá műtétre, aki súlyos gerincsérüléseket szerzett egy autóbalesetben. A műtét után Sarah kérdésére, hogy mire számíthat a továbbiakban, Jack nem valami biztató választ ad neki. Azt mondja, teljesen biztos, hogy nem lesz képes soha többé lábra állni, és nem valószínű hogy bármit érezni fog deréktól lefelé. Apja fültanúja a beszélgetésnek, és megszidja fiát, amiért elvette egy pácienstől a reményt. Jack mindent megtesz azért, hogy Sarah újra járni tudjon, de mindhiába. Egyik este „Tour de stadion”-ra megy (Jack azt nevezte így, amikor egy stadion összes lépcsőfokán végigfutott, ezzel vezetve le a feszültségét), ahol versenyezni kezd egy szintén ott futó férfival, Desmonddal. Miután kimegy a bokája, a férfi a segítségére siet, és beszélgetésbe elegyedik vele Sarah-ról. Még aznap éjjel, Jack visszamegy Sarah-hoz, aki csodálatos dologról számol be neki: újra mozgatni tudja a lábujjait, azaz fel fog épülni.
Több mint két évvel később, Jack összeházasodik Sarah-val. Házasságuk nem éppen feszültségektől mentes, mivel Jack és Sarah munkaideje nem összeegyeztethető egymással, így nagyon kevés időt tölthetnek együtt. Jack és az apja később egy Angelo nevű férfit próbálnak meggyógyítani, aki lányával, Gabrielával azért megy el Jackhez, mert hallotta hogy Sarah-val is csodát tett. Jack megpróbálja megmagyarázni neki, hogy az egész más helyzet volt, de Gabriela ragaszkodik hozzá, hogy műtse meg az apját. A műtőasztalon, Angelo szívelégtelenség miatt meghal. Hazafelé tartva Jack találkozik Gabrielával; kifejezi együttérzését, majd megcsókolja. Jack elnézést kér tőle emiatt, hiszen házas ember. Hazatérve, Jack lelkiismerete nem engedi, hogy eltitkolja ezt Sarah előtt, ezért mindent elmond neki. Sarah azt mondja, el akar válni tőle, de nem emiatt, hanem mert a kapcsolatuk már rég tönkre ment. Azt is beismeri, hogy már régóta van valakije. „Mindig lesz valaki, akit meg kell mentened” – mondja elmenőben Sarah.
A válási procedúra megkezdődése idején, Jack folyamatosan azon ügyködik, hogy kiderítse ki Sarah új barátja, ugyanis Sarah nem hajlandó elmondani neki. Kíváncsisága megszállottságba csap át, amikor már az apjáról is azt gondolta, hogy titokban találkozgat Sarah-val. Megzavarja apja AA-találkozóját (ahol azt mondják neki, hogy az apja már 50 napja nem ivott egy korty alkoholt sem), és megtámadja őt. Miután Jacket őrizetbe veszik, Sarah leteszi érte az óvadékot, és bemegy hozzá. Elmondja neki, hogy Christian annyira részeg volt, amikor a segítségéért telefonált, hogy alig értette meg mit akar. Kifelé menet, Jack végre láthatja Sarah új barátját.
Valószínűleg akkortájban, amikor végleg megszakította a kapcsolatot exfeleségével, Jack a thaiföldi Phuketbe utazik, kipihenni a válással járó fájdalmakat. Megismerkedik és beleszeret egy Achara nevű nőbe. Jack szeretné jobban megismerni őt, de Achara semmit nem akar elmondani életéről. Nem érti, mire gondolnak az emberek, amikor tehetségét dicsérik, ezért egy éjjel, Jack titokban követi őt a munkahelyére, és rájön, hogy Achara tetováló művészként dolgozik. Achara azt mondja, az a tehetsége, hogy képes meglátni az emberekben, hogy milyenek valójában, és ezt rajzolja rájuk tetoválásaiban. Jack megkéri őt, hogy rajta is alkalmazza tehetségét. Achara azt mondja, egy nagy és önzetlen vezetőt lát, aki vezető státusza miatt folyton dühös és magányos. Jack megkéri őt, hogy rajzolja ezt meg a tetoválásában, de Achara mást tetovál oda. Valamit, aminek az a jelentése, „kívülálló”. Másnap reggel Jack furcsállva tapasztalja, hogy azok az emberek, akiket megismert Thaiföldön, most szóba sem állnak vele. Achara testvére és egy a barátaiból álló csoport felkeresi őt a strandon, és alaposan összeverik. Az ország azonnali elhagyására veszik rá Jacket, miközben Achara szomorúan figyeli őket a távolból.
Két hónappal a katasztrófa előtt Jack apja megoperál egy terhes nőt erős alkoholos állapota ellenére. Egy nővér tájékoztatja erről Jacket, aki rögtön átveszi a pácienst Christiantól. Képtelen helyrehozni az apja által okozott károkat, és a nő meghal. Christian rákényszeríti Jacket, hogy írjon alá egy jelentést, ami kimondja, a páciensen nem lehetett volna segíteni semmilyen körülmények között. Jack – miután meggyőződött róla, hogy Christian okozta a beteg halálát – nyilvánosságra hozza apja tettét, minek következtében Christiant elbocsátják.
Jacknek apja révén van egy féltestvére (Claire Littleton) Ausztráliában, akiről nem is tud. Christian elutazik, hogy meglátogassa őt. Jack anyja kérésére utána utazik, hogy hazavigye. Azonban apját nem találja a szállodában; úgy tűnik, már napok óta nem járt ott. Furcsállja, hogy Christian a szállásán hagyta az igazolványait és a pénzét. Jack végül a hullaházban találja meg őt. Az alkohol halálos kimenetelű szívrohamot okozott nála.
Jack az Oceanic 815-ös járatával készül visszautazni az államokba, hogy eltemesse apját. A repülőtéren problémába ütközik, mert a pénztáros nem akarja felengedni a koporsót a gépre. Végül hosszas könyörgések árán mégis engedélyt kap rá. Pár perccel később, egy repülőtéri bárban beszélget a gép egyik utasával, Ana Lucía Cortezzel. Megbeszélik, hogy a gépen megisznak együtt egy italt.
A gépen Jack a 23A ülésen ül, Rose Nadler mellett. Beszélget vele, és megígéri neki, hogy elszórakoztatja, amíg a férje, Bernard, visszatér a mosdóból. Amikor a gép rázkódni kezd, Jack megnyugtatja őt, hogy minden rendben lesz. De nagyot téved: a gép hátsó része hirtelen leszakad.

### A szigeten

#### Első évad (1–44. nap)
Miután felébredt a dzsungelben, Jack a sikoltozásokat hallva a tengerpartra rohan. Segédkezet nyújt a sebesült túlélőknek (többek között Rose-nak és Claire-nek, s csak ezután foglalkozik önmagával. Megkéri Kate-et, hogy varrja össze a sebét. Később, igen jó kapcsolatba kerül vele, és beleszeret.
Jack vonakodva ugyan, de elfogadja a vezető szerepét a túlélőktől. Kate-tel és Charlie-val felkeresi a pilótafülkét, hogy adó-vevőre leljen. Ám menekülni kényszerülnek, mert rájuk támad egy rejtélyes „szörny”, ami a pilótát is megöli.
A táborban, a békebírótól (akit Jacknek nem sikerül megmentenie, miután Sawyer tüdőn lövi) megtudja, hogy Kate egy körözött szökevény. Jack beszél erről Kate-tel, és elmondja, hogy szerinte nem számít kik voltak és mit csináltak a sziget előtt, mert itt mindenki tiszta lappal indíthat.
A katasztrófa utáni 7. napon, Jack kimenti a tengerből Boonet, aki egy Joanna nevű fuldokló nő után úszott be. Jack is beúszik Joanna után, de már nem sikerül megmentenie.
Jack látszólag kezd megőrülni, ugyanis többször is apját véli látni a szigeten. Koporsóját egy barlangrendszer mellett találja meg, de üresen. Idegességében szétveri azt. Miután visszamegy a túlélőkhöz, tájékoztatja őket, hogy biztonságos barlangokat és a közelükben friss vízlelőhelyet talált, ezért okos ötlet volna odaköltözni a partról. Jack ötletét kevesen támogatják, mert félnek, hogy lemaradnak az esetlegesen közeledő repülőgépről vagy hajóról. Az egyik utas, John Locke szinte mindent másképp lát mint Jack, így sok összetűzésbe keverednek. Mindazonáltal, Jack hálás neki amiért segített neki, amikor majdnem egy szakadékba zuhant.
Egy napon, Jackre ráomlik az egyik barlang, miközben Charlie-val beszélget. Charlie-nak sikerül kimenekülnie, de ő a sziklák foglya marad. Michael vezetésével megpróbálják kiásni őt, de végül Charlie az, aki visszamegy érte és kimenti.
Claire azt mondja Jacknek, hogy valaki megpróbálta bántani a még meg nem született kisbabáját egy tűt szúrva a hasába. Jack nem hisz neki, de ennek meg lesz a böjtje: Ethan Rom elrabolja Claire-t és Charlie-t. Jack Kate-tel, Locke-kal és Boone-nal indul a nyomába, de időközben kétfelé válnak, így Kate-tel folytatja tovább a keresést. Rövidesen meg találják Charlie-t, akit Ethan megkötözött és felakasztott egy fára. Miután leszedik, Jack mindent meg tesz hogy újraélessze, de csak hosszas próbálkozások árán sikerül őt magához térítenie. Menet közben Ethannel is összetalálkozik, és verekedésbe keveredik bele. Ethan könnyedén legyőzi őt.
Jack egyik legnagyobb kihívása a súlyosan sérült Boone meggyógyítása volt. Locke azt hazudja Jacknek, hogy Boone egy szikláról esett le, és Jack erre alapozza a diagnózist. Boone tudja, hogy már nem tud segíteni rajta, ezért arra kéri Jacket, hagyja őt meghalni. Jack feldühödik Locke-ra, amiért hazudott neki, és teljesen elveszti benne a bizalmát.
A 44. napon, Jack több túlélővel együtt elmegy a Fekete Sziklára (hajó), majd az onnan szerzett dinamittal kirobbantják a bunker lejárójának ajtaját.

#### Második évad (44–67. nap)
Amikor Kate leereszkedik a bunkerbe, Jack utána megy segíteni neki. Odalent rögtön felismeri Desmondot. A bunker felfedezése később még nagyobb feszültséget eredményez Jack és Locke között. Jack nem hiszi el, amit az állomás tájékoztatófilmjében mondanak, ellenben Locke kötelességének érzi, hogy eleget tegyen a feladatnak.
Jack éppen golfozik Kate-tel, amikor Eko felkeresi őt, vállán Sawyerrel. Jack azonnal a bunkerbe viszi Sawyert, ahol Kate segítségével meggyógyítja. Meglepődik, amikor megtudja, hogy Ana Lucia is életben van és lelőtte Shannont. Jack nem hibáztatja Ana Luciát a történtekért, barátságosan közeledik felé.
Egy napon, Michael elindul megkeresni a fiát, és bezárja Jack-et és Locke-ot a fegyverraktárba, nehogy megakadályozzák ebben. Miután kiszabadulnak, Sawyer társaságában utána erednek. A "Többiek" egyike (Tom) azonban útjukat állja, és megzsarolja őket, hogy ha nem adják oda a fegyvereiket és mennek vissza a táborukba, megöli Kate-et. Társaihoz hasonlóan Jack is kénytelen megválni a fegyverétől.
Jack rettenetesen feldühödik Sawyerre, amikor az összes fegyvert, lőszert, és orvosságot elviszi a bunkerből. A gyógyszerek egy részét később egy pókerpartin sikerül visszanyernie.
Miután Sayid elviszi a bunkerbe a sérült Henry-t, Jack ellátja a sebét. John és Sayid a háta mögött kitervelik, hogy bezárják Henryt a bunkerbe, és Sayid kivallatja. Jack megzsarolja Johnt, hogy ha nem engedi be őt Sayidhoz, hogy leállítsa, megakadályozza a számok beírásában. John kinyitja neki az ajtót, Jack pedig hátulról leszorítja Sayidot. Később bebizonyosodik, hogy valóban szükség volt a vallatásra, hiszen Henry KÖZÜLÜK való. Jack Kate-tel együtt elmegy a vonalhoz, amiről Tom azt mondta, hogy nem léphetik át, és a "Többiek" után kiáltozik. Üzletet akar kötni velük: Waltért cserébe szabadon engedik Henryt. Jack és Kate órákon át várakozik, de nem jön elő senki. Késő éjjel, Michael botorkál elő a dzsungelből. Jack elviszi őt a bunkerbe. Nem sejti, hogy lepaktált a "Többiek"-kel a fia visszaszerzése érdekében, és csapdába készül vezetni őket.
Miután Henry megszökik, Jack megpróbálja megmenteni Libby-t. Elküldi Sawyert, hogy hozzon heroint a rejtekhelyéről, mivel Jack azzal akarja csillapítani Libby fájdalmát. Kate-et is elküldi vele, hogy megtudja, hol van a titkos rejtekhely.
A 65. napon, Jack Kate-tel, Michaellel, Sawyerrel és Hurley-vel egyetemben elindul megkeresni a „Többiek”-et annak ellenére, hogy Sayid figyelmezteti, Michael szövetkezett velük. Együtt kifőznek egy tervet, miszerint Sayid felderíti a "Többiek" táborát, és ha biztonságosnak tartja, jelzőtüzet rak. A terv azonban nem válik be. Jack leleplezi Michael szándékát a többiek előtt, de ekkor már túl késő. A „"Többiek" kábítólövedékekkel eltalálják, majd társaival együtt egy mólóhoz vezetik. Szemtanúja annak, ahogy Michael és Walt hajóval elhagyják a szigetet, és hogy Bea Klugh szabadon engedi Hurley-t. Vászonzsákot húznak a fejére, majd elhurcolják.

#### Harmadik évad (68-93. nap)
Miután a "Többiek" magukkal vitték, Jack a Hydra állomáson tér magához. Fogvatartóinak egyike, Juliet, többször is bemegy hozzá, s egyik alkalommal, amikor enni visz neki, Jack tátámad és túszul ejti őt. Megpróbál megszökni, és kinyitja az egyik ajtót, minek következtében a folyosó elárasztódik (az állomás ezen része ugyanis a víz alatt van). Szerencsére, Juliet segítségével visszazárja az ajtót, még mielőtt megfulladnának. Az incidenst követően, ismét visszazárják őt. Juliet és Ben több alkalommal meglátogatja őt. Ben ígéretet tesz neki, hogy ha elég türelmes lesz, segít neki a hazajutásban.
Juliet Jack segítségét kéri Colleen műtétjénél, de Jack nem tudja őt megmenteni. Aznap éjjel, ő is részt vesz a temetésén. Később újabb műtétre kap felkérést, ezúttal Bentől, akinek halálos tumor van a gerincében (ezért is hozatták Jacket ide). Jack nem akarja elvállalni, de Juliet megpróbálja rávenni őt. Egy videófelvételen arra kéri, ölje meg Bent a műtét közben. Kate szintén azt kéri, csinálja meg a műtétet, ugyanis megfenyegették, hogy ha Ben meghal, megölik Sawyert. Később, Jack a megfigyelő szobában meggyőződik róla, hogy Kate lefeküdt Sawyerrel.
A műtét közben, Jack szándékosan belevág Ben veséjébe, majd rádión felveszi a kapcsolatot Kate-tel és Sawyerrel, és azt mondja nekik, egy órájuk van elmenekülni mielőtt Ben meghal. Arra kéri Kate-et, hogy ha biztonságba kerültek, mondja el neki a történetet, amit a lezuhanásuk napján mesélt. Közben, Ben magához tér és beszélni akar Juliettel. Kis idővel később, Kate az adó-vevőn keresztül eleget tesz Jack kérésének. Jack arra kéri őt, soha ne jöjjön vissza érte, majd befejezi Ben műtétjét. Valamivel ezután, Tom kivezeti őt a műtőből. Jack látja, ahogy Julietet megbilincselve vezetik el. Megtudja, hogy ez azért történik, mert megölt egy KÖZÜLÜK valót. Isabel kikérdezi Jacket, hogy Juliet valóban arra kérte-e őt, hogy ölje meg Bent, de Jack Juliet érdekében nem mondja el az igazat.
Másnap, miután egy kültéri ketrecbe zárták, Jack arra ébred fel, hogy Cindy és mások őt figyelik. Cindy kérdezgetni kezdi őt a többi túlélőről, és amikor Ana Luciáról faggatózik, Jack dühbe gurul, és elzavarja őket. Nem sokkal ezután, Alex ráveszi őt, hogy engedtesse szabadon Julietet Bennel. Miután Julietet "megjelölik", „a Többiek” Jackkel együtt elhajóznak a Hydra szigetről, és visszatérnek a fő szigetre, a "Barakkokhoz". Hogy ezután mi történt vele, nem lehet tudni, de amikor Kate, Sayid, és Locke elmegy a megmentésére, épp focizik Tommal; úgy tűnik, mintha békét kötött volna fogvatartóival. Aznap éjjel, Kate bemegy a szobájába, hogy elszöktesse, de Jack nem szándékozik vele menni, ugyanis arra készül, hogy Juliettel együtt végre távozhassanak a szigetről. Ez azonban végül nem valósulhat meg, mert Locke felrobbantja a tengeralattjárót. Később Jacket altatógázzal elkábítják, és arra tér magához, hogy „a Többiek” elhagyták a házaikat. Kate-tel, Sayid-dal és Juliettel együtt elindul vissza a tengerparti táborukba.
A táborba érve, Jack Juliet védelmére kel és nem hagyja, hogy Sayid kivallassa őt. Eközben Claire megbetegedik. Jack többet megtud Claire elrablásáról, és megengedi Julietnek, hogy gyógyszert hozzon neki. A következő éjjel Jack Kate-tel beszélget egy ideig, de magára hagyja őt, hogy együtt lehessen Juliettel. Később, Kate elmondja neki, hogy egy ejtőernyős, Naomi, lezuhant a szigeten. Jack, Juliettel együtt elhagyja a tábort. Tudomást szerez a "Többiek" tervéről, miszerint elrabolják a terhes nőket. Visszatérve a partra, elmondja a tervét a túlélőknek, miszerint csapdába csalják a támadókat. A terv azonban sürgős átütemezésre szorul, ugyanis kiderül, hogy a "Többiek" egy nappal korábban érkeznek. Jack vezetésével a túlélők elindulnak a rádió torony felé, hogy Naomi segítségével segítséget hívjanak, miközben Sayid, Jin és Bernard a táborban marad, hogy végrehajtsa a tervet.
Éjjel, a túlélők, visszatekintve a táborba rájönnek, hogy a terv balul sült el. Jack megtartja Sayidnak tett ígéretét, és továbbvezeti a csapatot. Sawyer és Juliet úgy dönt, visszamegy a táborba; Juliet megcsókolja Jacket indulás előtt, hiszen meglehet, hogy ez az utolsó alkalom, amikor látják egymást. Kate felháborodva figyeli őket, és ezt Jack észreveszi. Bevallja Kate-nek, hogy nem szerelmes Julietbe; még mindig őt szereti. Ahogy a túlélők továbbhaladnak, szembekerülnek Bennel és Alex-szel. Ben félrehívja Jacket, majd elhiteti vele, hogy Jin, Sayid és Bernard meghaltak. Jack felbőszül ezt hallva, és összeveri Bent, majd megkötözi. Odaérve a rádió toronyhoz, Jack tanújává válik ahogy Locke megöli Naomit. Tudva, hogy Locke őt nem lesz képes megölni, magához veszi Naomi telefonját és felveszi a kapcsolatot a hajójával.

### Negyedik évad (94-105.nap)
Jack letáborozik a rádiótoronynál. Ben fogságban van. A segítség jön, de hirtelen minden megváltozik: a halottnak hitt Naomi holtteste eltűnik. Másodszor is a hajósoknak a sziget koordinátáira van szüksége, ami Naomi nélkül lehetetlen. Így hát Jack és Kate elindulnak megkeresni Naomit. Kate más nyomot követ mint Jack, így végül ketté válnak. A leányzó egy óvatlan pillanatban ellopta Jack adóvevőjét. Végül Katenek lett igaza. Sikerül rábeszélnie Naomit, hogy falazzon nekik.
Közben Jack rádöbben tévedésére és visszamegy a kijelentett gyülekező helyre. Ott Desmond nem jó hírrel fogadja őket. Charlie meghalt. Már Locke is meg érkezett, aki vezetőként szólt az emberekhez és végül Hurley szónoklata miatt a túlélők ketté szakadnak. Az egyik fele – köztük Ben – Locke-hoz, a másik fele Jackhez megy.
Miután Kate és Jack felidézik első kalandjukat Charlie-val, furcsa dologra lesznek figyelmesek: egy helikopter száguld át az égen. Egy ember kiesik belőle. Kate és Jack megtalálták őt a dzsungel közepén. A neve Daniel Faraday, de mielőtt komolyabban szót váltottak volna, Dan elrohant és a többi társa segítségére sietett. Végül ráakadtak Milesra aki nem épp a várt reakciót mutatta: fegyvert fogott Jackre és Kate-re, de meggyőzik, hogy nem kell lőnie. A harmadik társuk is előkerült, Frank Lapidus, de a negyedik – Sharlotte Lewis – Locke fogságába került.

### A sziget elhagyása után
A közeli jövőben Jack ismeretlen körülmények között elhagyja a szigetet. A szigeten elszenvedett gyötrelmek depresszióba sodorják őt, és élete java részét ivással, valamint térképek bújásával tölti. Emellett, szabadjegyét használva oda-vissza röpköd az Oceanic járataival a Csendes-óceán felett, remélve, hogy az egyik repülőgép lezuhan, és visszajuttatja őt a szigetre, vagy legalább megöli. Egyik alkalommal, amikor Los Angelesbe repül vissza, olvas egy cikket az újságban, ami arra készteti, hogy később felhívja Kate-et (aki szintén elhagyta a szigetet). Kate nem válaszol, és Jack, zavart állapotában öngyilkos akar lenni, ezért egy Los Angeleshez közeli hídnál megáll az autójával, hogy leugorjon. Ebben a pillanatban, egy nő összetöri a kocsiját a hídon, és Jack elhalasztja öngyilkossági kísérletét, hogy megmenthesse őt és a veleutazókat.
Miután Jack sikeresen megmentette az autóbalesetet szenvedett családot, Sarah (terhesen és újraházasodva) meglátogatja őt. Meggyőződik róla, hogy Jack nem sérült meg, majd egyből indulni akar. Jack megkéri őt, hogy vigye haza, de Sarah azt mondja, nem volna helyénvaló ugyanabban a kocsiban utazni. Később, a megzavarodott Jack megkéri Dr. Hammil-t a kórházban, hadd végezze ő el a műtétet az autóbaleset egyik túlélőjén, aki gerincsérülést szenvedett, de Hamill nem engedi meg.
Jack tovább próbálkozik Kate elérésében, miközben folyamatosan antidepresszánsokat szed lehangolt állapota ellen. Elmegy annak a valakinek a temetésére, akinek olvasta a gyászjelentését az újságban. Csak csak egy temetkezési vállalkozót talál ott, ezért azt hiszi, lekéste a temetést. A férfi azonban azt mondja, nem is volt temetés, mert Jack-en kívül senki nem jött el. Megkérdezi Jack-et, családtagja vagy barátja az elhunytnak, mire Jack azt feleli: „egyik sem”.
Miután apjának adva ki magát, fájdalomcsillapítókat szerez a gyógyszertárban, Jack elmegy a kórházba, hogy még több gyógyszert lopjon. Dr. Hammil észreveszi őt, és szembesíti a problémájával, mire Jack dühösen azt követeli, küldje le az apját, és nézze meg, melyikük részegebb.
Jacknek végül sikerül felhívnia Kate-et, és a repülőtéren találkoznak. Jack megmutatja neki a gyászjelentést, majd arról beszélgetnek, hogyan akar visszajutni Jack a szigetre. Kate indulni akar, mert azt mondja, "ő" keresni fogja. Miután elindul, Jack többször is utána kiáltja: „vissza kell mennünk!”
|  | Itt a vége a cselekmény részletezésének! |

## Kapcsolat más karakterekkel
- Jack egyik munkatársa megműtötte Locke-ot.
- Jack esküvőjét az az esküvő szervező vállalt intézte, amelyiknél Boone is dolgozott.
- Jack találkozik és beszélget Desmonddal, amikor végigfutja a stadiont.
- Jack exfelesége Shannon apjával karambolozott, mielőtt beszállították a kórházba.
- Jack megivott egy italt Ana Luciával a reptéren.
- Jack Claire féltestvére.
- Jack Jin előtt állt a reptéren a pénztáros előtti sorban.
- Sawyer beszél róla Jacknek, hogy Ausztráliában találkozott az apjával.

## Megválaszolatlan kérdések
- A katasztrófa napján, mért a dzsungelben tért magához, ha a repülőgép a tengerparton zuhant le?
- Miért készített Achara „kívülálló” jelentésű tetoválást Jackre? Miért gyűlölték meg őt emiatt Thaiföldön?
- Pontosan mikor volt Jack Thaiföldön?
- Miért akarja annyira elhagyni a szigetet Jack?

Az előretekintések megválaszolatlan kérdései
- Miért akar mindenáron visszajutni a szigetre?
- Kitől kért megbocsátást, mikor le akart ugrani a hídról?
- Miután megmentette az autóbalesetet szenvedett családot, a gyógyszertárban az egyik férfi úgy beszélt róla, mint a hős, aki megmentette a családot. Miért nem azt mondta, ő az, aki annyi sok végigszenvedett nap után elhagyta a szigetet, ahol lezuhant a repülőgéppel?
- Miért szed Jack oxycodone tablettákat?